# Іллінка (Євпаторійський район)
Іллі́нка (до 1948 — року Булга́к, крим. Bulğaq і Кокє́й, крим. Kökey) — село Євпаторійського району Автономної Республіки Крим.
Відстань від райцентру до населеного пункта становить 39 кілометрів по прямій.